# Dafen

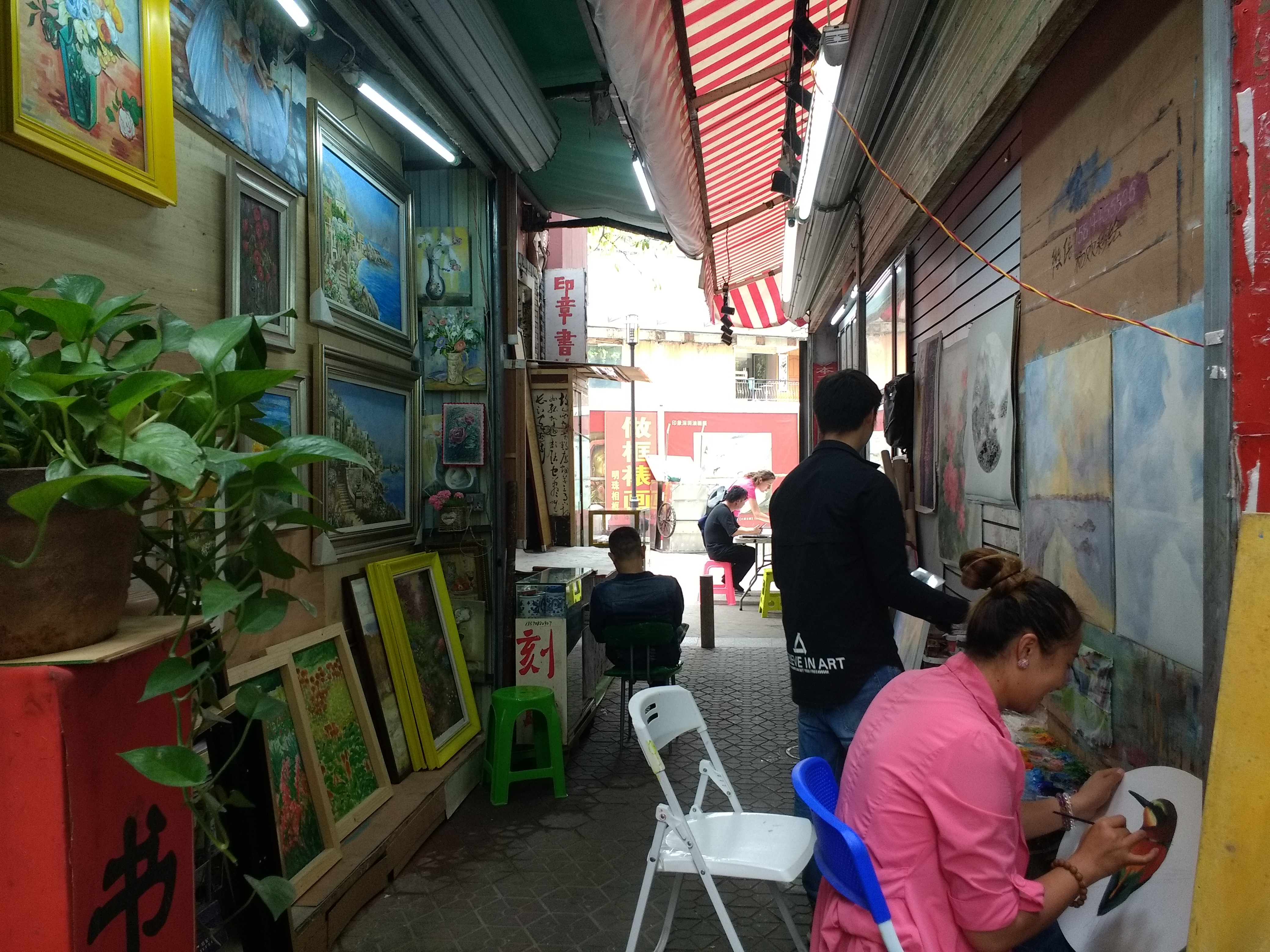
Artistas trabajando en Dafen Oil Painting Village (大芬油画村) en Shenzhen, China.

Dafen es un suburbio de la ciudad china de Shenzhen, situado a 30 km de Hong Kong. Es un barrio donde trabajan más de 10 000 pintores que se dedican a realizar copias de cuadros para todo el mundo.

## Historia
El fundador de esta "Villa de los pintores" fue Huang Jiang, un avispado empresario que llegó a Dafen en 1989 buscando un lugar tranquilo donde poder atender los grandes pedidos de miles de cuadros que le hacían las grandes superficies comerciales americanas como Wal-Mart.
Hijo de una profesora de arte, empezó pintando encargos de millonarios europeos. Al principio tardaba un par de días por cuadro, que vendía a dos euros.
Después ganó maestría consiguiendo finalizarlos en apenas una hora.
Huang ha realizado unos 12 cuadros diarios durante más de 20 años, lo que hace un total de más de 100000 cuadros, siendo así posiblemente el autor más prolífico de la historia.
Una valla rodea los cinco kilómetros cuadrados de Dafen, su media docena de calles empedradas al estilo europeo, 800 galerías de arte y cafeterías, una fábrica con miles de talleres donde se puede encargar por unos 35 dólares réplicas de Picasso, Leonardo, Rafael, van Gogh, Miró, Renoir o cualquier artista conocido, incluso vivo. 
Aquí, artistas elegidos entre los mejores estudiantes de las escuelas de Bellas Artes de China producen unos 5 millones de lienzos al año, el 70% de todos los que se venden en el planeta. 
Tan próspera industria ha generado quejas de numerosos creadores, por ello recientemente el gobierno chino ha prohibido a las galerías vender copias de artistas vivos y obras de pintores fallecidos hace menos de 70 años. 
En esta gran fábrica cada pintor realiza unas 30 copias al día, con sistemas de fabricación en cadena, donde cada artista se especializa en una parte de un cuadro en concreto.